# Escritura de sello grande
La escritura de sello grande o escritura de gran sello ( en chino, 大篆; pinyin, Dàzhuàn ) es la denominación tradicional a la escritura china anterior a la dinastía Qin (es decir, antes del 221 a. C.), y en ocasiones puede referirse estrictamente a la escritura de las dinastías Zhou occidental y oriental (es decir, 1046–403 a. C.). También se utiliza más en términos generales para incluir la escritura de huesos oraculares (c. 1250–1000 a. C.). El término contrasta con el nombre de la escritura oficial de la dinastía Qin, que a menudo se llama escritura de sello pequeño (小篆 Xiǎozhuàn, también llamado simplemente escritura de sello). Sin embargo, debido a la falta de precisión del término, los académicos a menudo lo evitan y en su lugar se refieren más específicamente a la procedencia de los textos encontrados.
Más adelante durante la época de la dinastía Han (202 a. C. - 220 d. C.) cuando la escritura clerical se convirtió en la forma popular de escritura, y la escritura de sello se relegó a un uso más formal (como en las firmas personales y para los títulos de las estelas conmemorativas de piedra, populares en ese momento), la gente comenzó a referirse a la escritura anterior de la dinastía Qin como escritura de sello debido a que se escribía mediante sellos. Debido a que las formas de escritura anteriores a la estandarización del sello pequeño, que datan desde la mitad de la dinastía Zhou a principios de la Qin, tenían grafías más grandes y complejas, se las denominó de sello grande.  Como resultado, surgieron dos términos para describirlos: escritura de sello grande para las formas más complejas y anteriores, y escritura de sello pequeño para las formas de la dinastía Qin.
Es solo recientemente que el término escritura de sello grande se usa para referirse a las formas de Zhou occidental o incluso a la escritura de hueso oracular. El término escritura de sello grande a veces también se identifica con un grupo de caracteres de un libro de 800 a. C. titulado Shizhoupian, conservado por su inclusión en el diccionario Shuowen Jiezi , editado durante la época de la dinastía Han. Xu Shen, el autor de Shuowen jiezi, los catalogó como ejemplos como gráficos Zhòuwén (籀文) o Zhòu. Este nombre, que deriva del título del libro y no del nombre de la dinastía, llevó a confundirlos como ejemplos de la escritura de sello grande. 